# Moshe Safdie

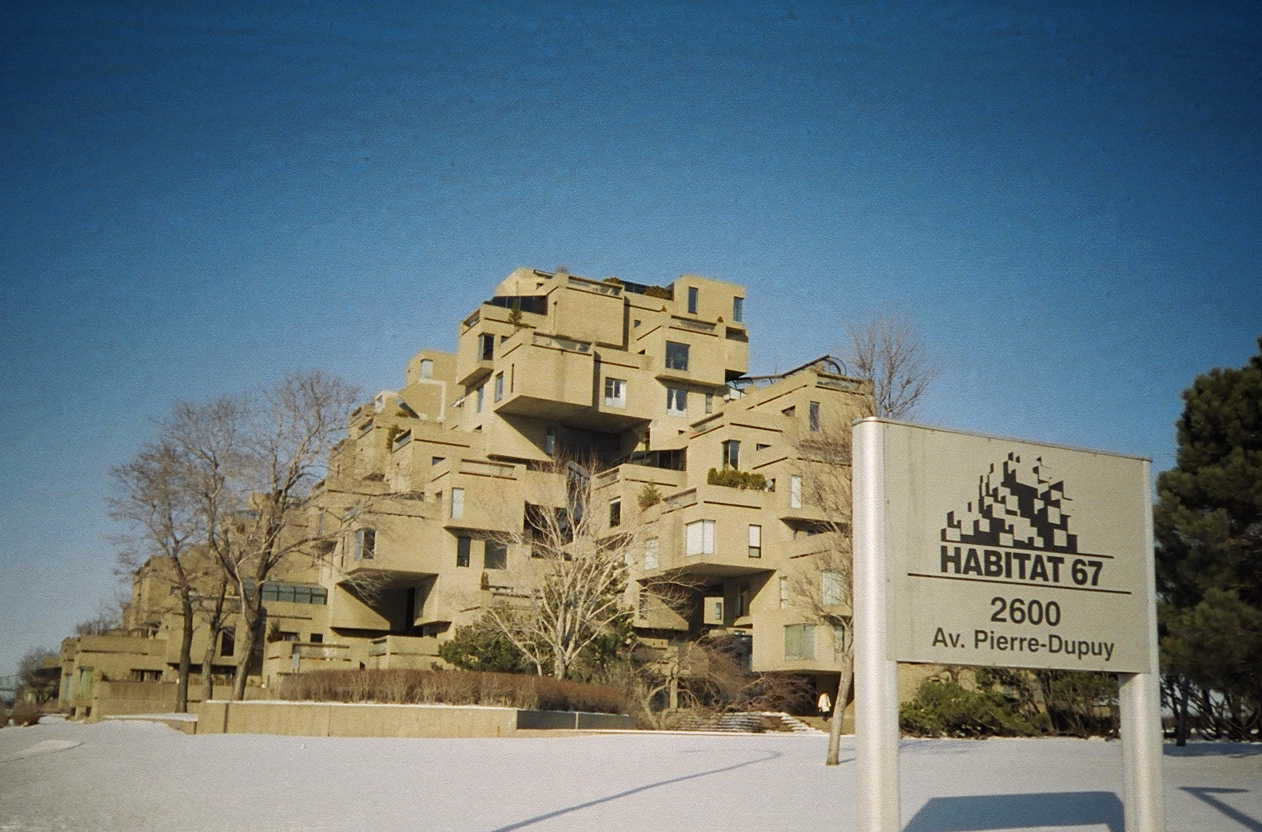
Habitat 67, kompleks mieszkalny wzniesiony na Expo 67

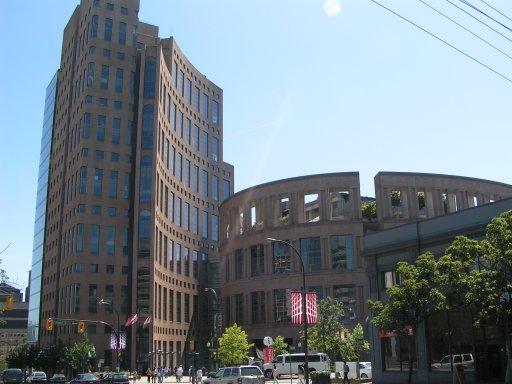
Vancouver Library Square – jeden z najbardziej znanych projektów Safdie

Moshe Safdie (ur. 14 lipca 1938 w Hajfie) – kanadyjsko-izraelski architekt współczesny.

## Życiorys
Safdie wcześnie wyemigrował do Kanady, gdzie ukończył McGill University w Montrealu (1961). Po odbyciu stażu w pracowni Louisa I. Kahna w Filadelfii, wrócił do Montrealu, by objąć prowadzenie projektu Habitat 67, kompleksu mieszkalnego wzniesionego na wystawę światową Expo 67. W 1970 Safdie założył biuro projektowe w Jerozolimie, koncentrując się na projektach odbudowy miasta. Niedługo potem zaczął współpracę
z Instytutem Jad Waszem. W tym też czasie jako uznany architekt zdobywał zlecenia w Senegalu, Iranie, Singapurze i północnej Kanadzie. W 1978 rozpoczął współpracę z uniwersytetami Yale, McGill i Ben Gurion. Wtedy też przeniósł główną pracownię do Bostonu i otrzymał tam posadę szefa pracowni urbanistycznej. W następnej dekadzie brał udział w projektowaniu siedzib sześciu ważnych kanadyjskich instytucji, takich jak Quebec Museum of Civilization, National Gallery of Canada czy Vancouver Library Square. W ostatniej dekadzie Safdie zrealizował wiele obiektów w Stanach Zjednoczonych, wśród których są tak prestiżowe budynki jak United States Institute of Peace Headquarters w Waszyngtonie, Skirball Museum i Centrum Kultury w Los Angeles, Exploration Place w Wichita, Eleanor Roosevelt College na Uniwersytecie Kalifornijskim w San Diego czy Performing Arts Center w Kansas. Obecnie pracownia realizuje projekty dwóch wielkich lotnisk: Lester B. Pearson International Airport w Toronto i Ben Gurion International Airport w Tel Awiwie. Odznaczony został Orderem Kanady, w 2017 otrzymał Ordre national du Quebec.